# 周士樸
周士樸（？—1642年），字丹其，號缵唐，河南商丘縣人。明末官員。

## 生平
萬曆三十七年（1609年）己酉科河南鄉試第二名舉人，四十一年（1613年）癸丑科三甲二百十六名進士。工部觀政，四十二年授官曲沃縣知县，四十三年本省同考。泰昌元年（1620年）十月，征授礼科给事中。天啓元年升兵科右，二年升兵科左，本年巡视工程，三年升工科都，因不谄附太监，为魏忠贤不满。天啓四年谢病归。
崇祯元年（1628年），起升太常寺少卿，管光禄寺少卿事，二年升太常寺卿，三年升户部右侍郎，五年升左侍郎，本年拜工部尚书。崇祯帝命中官张彝宪为监户、工二部出纳，士樸以為恥，數次與其爭執。彝宪于是在崇祯帝面前挑拨，士朴疏对辞直，崇祯帝并未加罪。不久，因驸马都尉齐赞元事牵连，崇祯七年遂被削籍为民。
崇祯十五年（1642年），廷臣交相推荐，不召。同年八月，李自成攻陷商丘，与妻曹氏、妾张氏、子举人业熙、儿媳沈氏同日自缢而死。《明史》有傳。

## 家族
曾祖周璘。祖父周鳳。父周大赉，庠生。

## 延伸阅读
[在维基数据编辑]
 《明史卷二百六十四》，出自《明史》